# Cartofílax
Um cartofílax (em grego: χαρτοφύλαξ; romaniz.: chartophylax, de χάρτα, "documento" + φύλαξ, "guarda, guardador"), às vezes também referido como cartulário, foi um oficial eclesiástico encarregado de documentos oficiais e registros na Igreja Ortodoxa Grega dos tempos bizantinos. O posto existiu em Constantinopla bem como nas dioceses provinciais a partir do século VI, e titulares do posto foram responsáveis pelos arquivos e chancelaria. Alguns mosteiros também incluíam um cartofílax ou, para os conventos de mulheres, uma cartofilacissa, a cargo de seus registros. O cartofílax tinha precedência sobre todos os bispos, embora fosse apenas um diácono.
No século IX, por virtude da importância de seu ofício, o cartofílax do patriarca constantinopolitano ascendeu e tornou-se um dos oficiais mais importante do clero, apesar de ser nominalmente de baixo nível. Na ocasião, removeu as funções dos padres tendo doze notários sob seu comando. O cartofílax de Constantinopla foi análogo ao cartulário da Sé de Roma, mas muito mais poderoso. Dentre os cartofílaces conhecidos estão: Jorge de Pisídia, João XI Beco e João Pediasimo.
Jorge Codino chama o grande cartofílax de juiz de todas as causas, e o braço direito do patriarca. Ele acrescenta que este oficial foi o depositário ou o criador de todas as cartas relativas aos direitos eclesiásticos armazenados no arquivo, chamado cartofilácio (em latim: cartophylacium; em grego: χαρτοφυλακίων), bem como o chefe do secreto encarregado de mantê-lo. Além disso, o cartofílax presidiu sobre causas matrimoniais, e foi o principal intermediário entre o clero e o patriarca, controlando sua correspondência e o acesso a ele. Examinou candidatos ao sacerdócio e preparou certificados para eles, escreveu erotapokriseis em assuntos canônicos e elaborou todas as sentenças e decisões do patriarca, que assinou e selou-as; presidiu sínodos na ausência do patriarca e tomou conhecimento de todas as causas e assuntos civis e eclesiásticos, seja entre o clero, os monges, ou o povo.